# Liste der denkmalgeschützten Objekte in Gratkorn
Die Liste der denkmalgeschützten Objekte in Gratkorn enthält die 5 denkmalgeschützten, unbeweglichen Objekte der Gemeinde Gratkorn im steirischen Bezirk Graz-Umgebung.

## Denkmäler
| Foto |                 | Denkmal | Standort                                      | Beschreibung | Metadaten |
| ---- | --------------- | --- | --------------------------------------------- | --- | --- |
| ja   | Datei hochladen | Ehem. Postmeilenstein HERIS-ID: 99486 Objekt-ID: 115622                                                      | Standort KG: Friesach-St. Stefan              | Der Postmeilenstein aus dem zweiten Viertel des 19. Jahrhunderts zeigt die Distanz nach Graz und nach Wien an. | BDA-Hist.: Q37774279 Status: § 2a Stand der BDA-Liste: 2025-06-30 Name: Ehem. Postmeilenstein GstNr.: 715/7                                                                        |
| ja   | Datei hochladen | Lourdes-Kapelle HERIS-ID: 99481 Objekt-ID: 115617                                                            | bei Dultstraße 52 Standort KG: Kirchenviertel | | BDA-Hist.: Q37774269 Status: § 2a Stand der BDA-Liste: 2025-06-30 Name: Lourdes-Kapelle GstNr.: 374/4 Lourdes-Kapelle, Dult                                                        |
| ja   | Datei hochladen | Kath. Pfarrkirche hl. Stephan und Kirchhof mit Umfassung und Friedhofskreuz HERIS-ID: 51585 Objekt-ID: 57267 | Kirchplatz 3 Standort KG: Kirchenviertel      | Die Kirche wurde urkundlich erstmals 1309 erwähnt. Der zweijochige gotische Chor mit 3/8-Schluss stammt vom Ende des 14. Jahrhunderts. Er ist zweijochig, im westlichen Joch ist noch das Kreuzrippengewölbe und ein runder Schlussstein mit Blattornament erhalten. Das Langhaus ist barockisiert, hat aber noch Kreuzgratgewölbe auf einfachen Gurten. Der eingestellte Turm ist im Kern gotisch mit achtseitigem Spitzhelm. Der Hochaltar stammt aus dem Jahr 1803, das Altarbild aus dem späteren 17. Jahrhundert. Die übrige Ausstattung ist ebenfalls im frühen 19. Jahrhundert entstanden. Der Friedhof um die Kirche weist eine steinerne Schmerzhafte Muttergottes aus Anfang des 18. Jahrhunderts auf. | BDA-Hist.: Q1466326 Status: § 2a Stand der BDA-Liste: 2025-06-30 Name: Kath. Pfarrkirche hl. Stephan und Kirchhof mit Umfassung und Friedhofskreuz GstNr.: .9 Pfarrkirche Gratkorn |
| ja   | Datei hochladen | Pfarrhof HERIS-ID: 99456 Objekt-ID: 115591                                                                   | Kirchplatz 1 Standort KG: Kirchenviertel      | | BDA-Hist.: Q37774220 Status: § 2a Stand der BDA-Liste: 2025-06-30 Name: Pfarrhof GstNr.: 130/3 Pfarrhof Gratkorn                                                                   |
| ja   | Datei hochladen | Überreste eines römerzeitlichen Gutshofes (villa rustica) HERIS-ID: 113268 Objekt-ID: 131549seit 2020        | bei Kirchplatz 1 Standort KG: Kirchenviertel  | Überreste eines römerzeitlichen Gutshofes | BDA-Hist.: Q105440812 Status: § 9-Feststellung Bodendenkmal Stand der BDA-Liste: 2025-06-30 Name: Überreste eines römerzeitlichen Gutshofes (villa rustica) GstNr.: 130/3          |

## Ehemalige Denkmäler
| Foto |                 | Denkmal                                                                          | Standort                                              | Beschreibung | Metadaten |
| ---- | --------------- | -------------------------------------------------------------------------------- | ----------------------------------------------------- | --- | --- |
| ja   | Datei hochladen | Prähistorische Siedlung am Kanzelkogel Objekt-ID: Kein Wertbis 2011              | Kanzel Standort KG: Graz Stadt-St. Veit ob Graz       | | BDA-Hist.: Q113164247 Status: Bescheid Stand der BDA-Liste: 2011-05-30 Name: Prähistorische Siedlung am Kanzelkogel GstNr.: 268/1, 376/1, 378/3, 378/10, 378/12       |
| ja   | Datei hochladen | Rathaus/Gemeindeamt HERIS-ID: 99458 Objekt-ID: 115594bis 2021                    | Dr.-Karl-Renner-Straße 47 Standort KG: Kirchenviertel | | BDA-Hist.: Q37774228 Status: § 2a Stand der BDA-Liste: 2021-07-01 Name: Rathaus/Gemeindeamt GstNr.: 134/2 Gemeindeamt Gratkorn                                        |
| ja   | Datei hochladen | Evang. Filialkirche, Evangelische Michaelskirche A. B. Objekt-ID: 115596bis 2016 | Kirchweg 13 Standort KG: Kirchenviertel               | Die ehemalige Kirche wurde 1959 von Oskar Sgustav errichtet. Da die Anzahl der Protestanten stark zurückgegangen war, wurde sie 2017 verkauft und in ein Wohnhaus umgewandelt, wobei auch der Glockenturm zu einem Risaliten reduziert wurde. | BDA-Hist.: Q55451517 Status: § 2a Stand der BDA-Liste: 2016-06-21 Name: Evang. Filialkirche, Evangelische Michaelskirche A. B. GstNr.: .571 Michaelskirche (Gratkorn) |